# Stamnodes proana
Stamnodes proana är en fjärilsart som beskrevs av Druce 1893. Stamnodes proana ingår i släktet Stamnodes och familjen mätare. Inga underarter finns listade i Catalogue of Life.